# Ferdinand Jacob Domela Nieuwenhuis

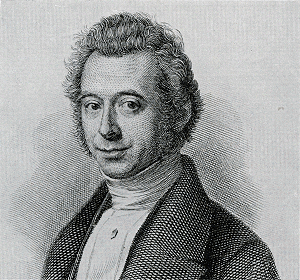
Ferdinand Jacob Domela Nieuwenhuis

Ferdinand Jacobus Domela Nieuwenhuis (Utrecht, 3 mei 1808 – Nieuw-Rande onder Diepenveen, 28 april 1869) was een Nederlands predikant.

## Leven
F.J.D. Nieuwenhuis was een zoon van luthers predikant Jacobus Nieuwenhuis (1777-1857) en Caroline Wilhelmine Fernandine Domela (1777-1810). Hij noemde zich al begin jaren 1830 F.J. Domela Nieuwenhuis. Hij kreeg in 1859 bij koninklijk besluit toestemming zijn moeders familienaam bij de zijne te voegen.
Domela Nieuwenhuis promoveerde in 1833 te Utrecht in de theologie en was achtereenvolgens evangelisch-luthers predikant te Monnickendam en te Utrecht en sinds 1844 buitengewoon hoogleraar aan het luthers seminarie te Amsterdam. Hij overleed geheel plotseling op Nieuw-Rande te Diepenveen, als gast van de oud-gouverneur-generaal A.J. Duymaer van Twist op 28 april 1869. Hij trouwde met Henrietta Frances Berry (1810-1857) en na haar overlijden met Mariane Antoinette Meijer (1804-1886). Uit het eerste huwelijk werden elf kinderen geboren, onder wie Jacob, Ferdinand en Adriaan Jacob Domela Nieuwenhuis.

## Werk
Behalve vele werken van godsdienstige inhoud schreef hij:
- De hooge feesten der Christ. kerk en derzelver oorsprong en bestemming, Leeuw. 1834
- Geschiedk. overzigt der vroegere zorg van de Ned. Luth. kerk voor de opleiding tot het Herder- en Leeraarsambt, Amst. 1852
- Geschied. der Evang. Luth. gemeente te 's-Grav., Amst. 1856
- Geschiedenis der Amsterdamsche Luthersche gemeente, Amsterdam 1856
- Abraham des Amorie van der Hoeven, een voorbeeld van kanselwelsprekendheid, Amst. 1856
- Leven en karakter van Abr. des Am. van der Hoeven, Amst. 1859
- De waarde der fraaie kunsten voor het Christendom, 1859
- De vooruitgang in de Luthersche kerk, 1865
- Naturalisme tegenover J. H. Scholten, Supernaturalisme in verband met Bijbel, Christendom en Protestantisme, 1867

- Biografisch Portaal: 56864887
- Digitale Bibliotheek voor de Nederlandse Letteren: nieu035
- Gemeinsame Normdatei: 1055189998
- International Standard Name Identifier: 0000 0003 9774 813X
- Nederlandse Thesaurus van Auteursnamen: 068292554
- Istituto Centrale per il Catalogo Unico: BCTV010448
- Virtual International Authority File: 52040653
- WorldCat: E39PBJwd9fWDD7pwVTPmJVwt8C